# Cédric Gohy
Cédric Gohy (Verviers, 16 febbraio 1975) è uno schermidore belga, specializzato nel fioretto. Ha vinto una medaglia d'argento ai Campionati europei di scherma.